# IJzerzandsteen

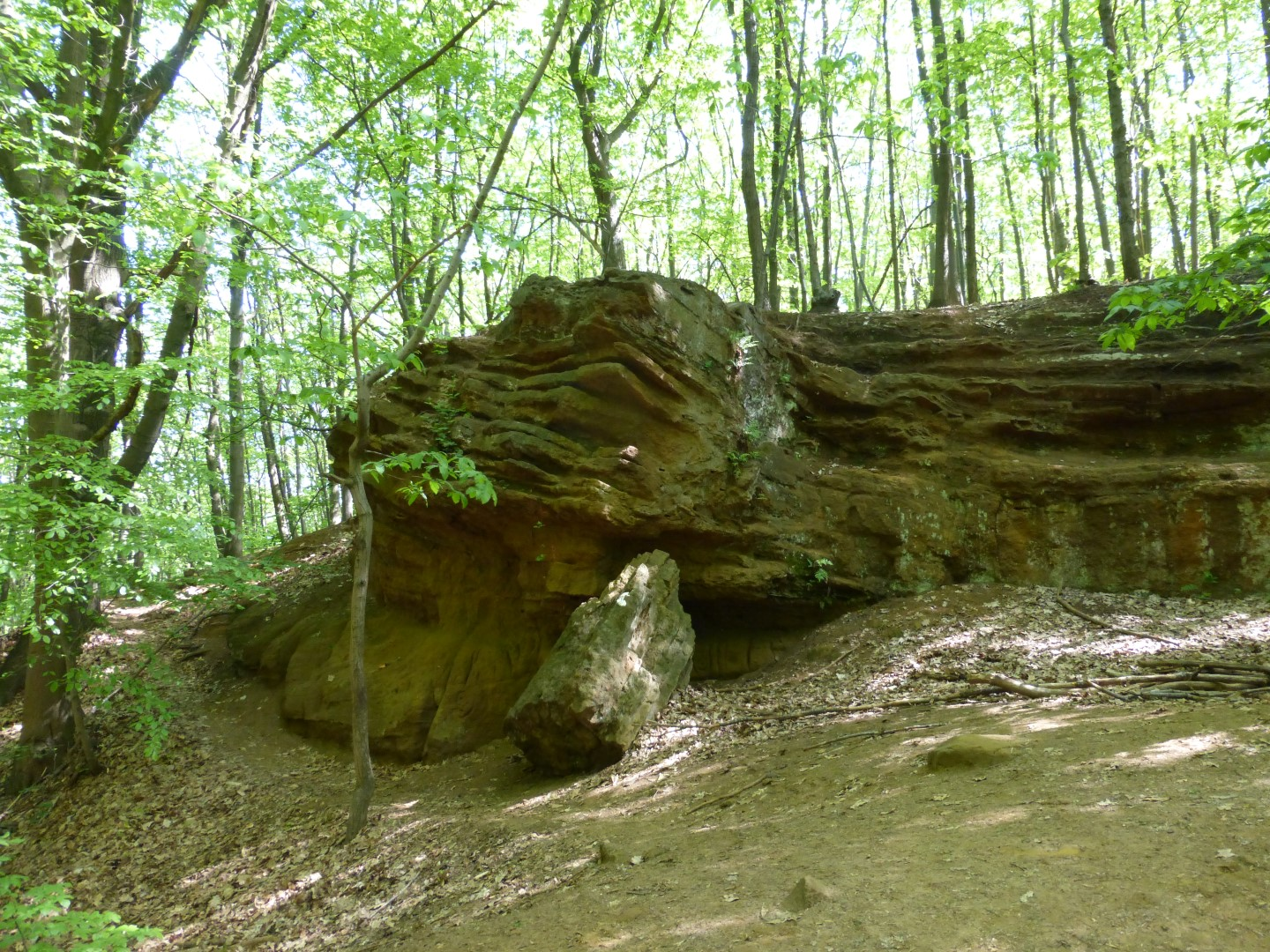
Verlaten ijzerzandsteengroeve in Rotselaar op de Wijngaardberg

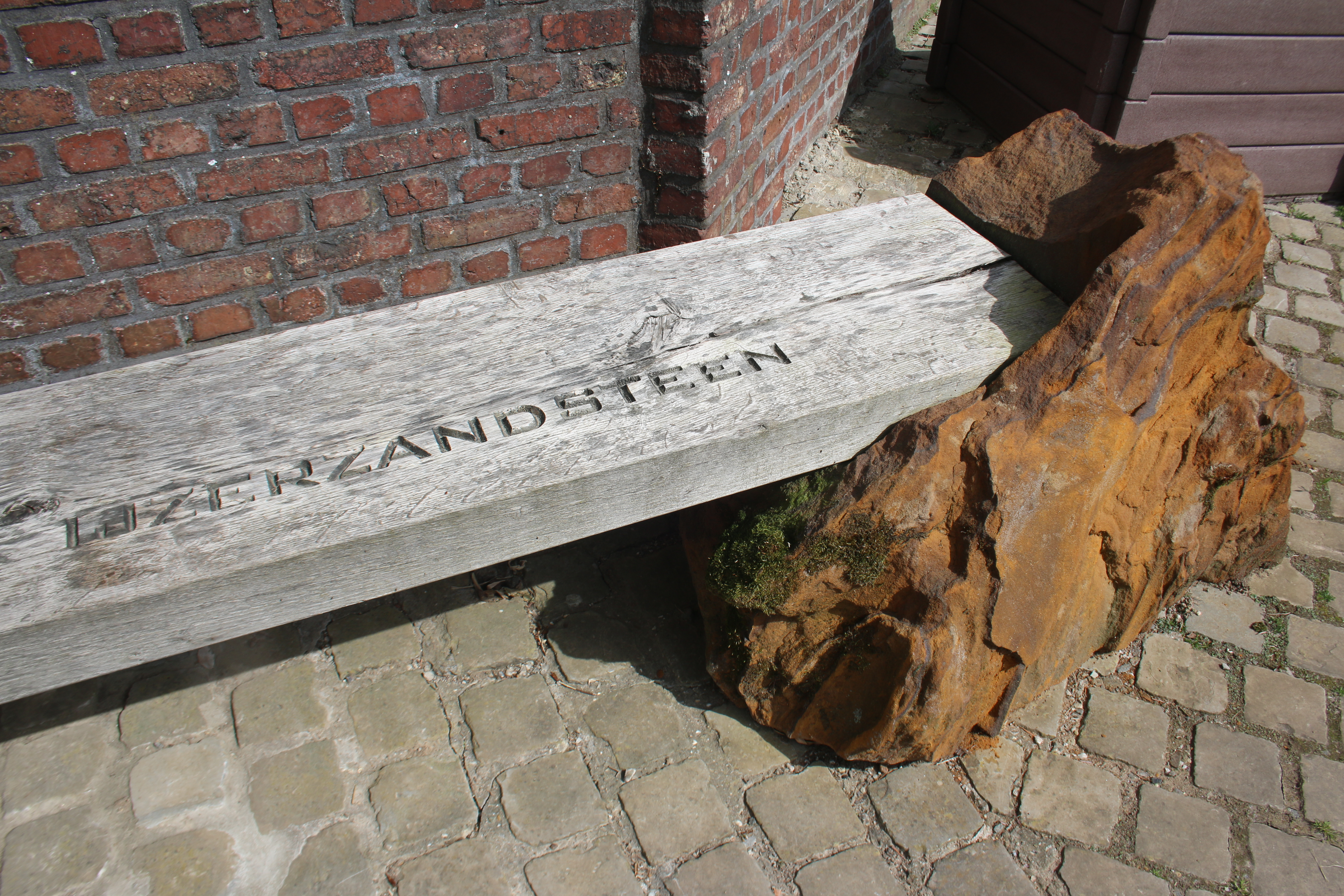
IJzerzandsteen aan de Sint-Gorikskerk in Sint-Goriks-Oudenhove (Zottegem)

IJzerzandsteen is een fijnkorrelig, donkerbruine ijzerhoudende steensoort, ontstaan door het samenklitten van fijne glauconiet-houdende limonietzandkorreltjes. Door de inwerking van lucht oxideert het oorspronkelijk donkergroene glauconiet naar het donkerbruine limoniet.
In het Tertiair (70 tot 3 miljoen jaar geleden) werd een groot deel van België regelmatig overspoeld door de Diestiaanzee. Afwisselend werden klei en zandlagen afgezet. Ongeveer acht miljoen jaar geleden werd hierboven een laag sterk glauconiethoudend zand afgezet. Bij het regelmatig blootvallen van deze zandbanken is het glauconiet verweerd en het zand aan elkaar geroest, waardoor dus een sterke laag ijzerzandsteen (ook wel Diestiaan genoemd, naar de stad Diest in  het Hageland) is ontstaan. Diestiaan of diestien is tevens de benaming van de Miocene etage tussen het Anversien en het Scaldisien.
Gedurende de voorbije vijf miljoen jaar is de bodem, door de vorming van de Alpen, langzaam naar omhoog getild waardoor de oude zee (de z.g. Diestiaanzee) zich heeft teruggetrokken. Wind en regen hebben de zachtere zandlagen die niet beschermd werden door de ijzerzandsteen weggespoeld waardoor een heuvelend landschap is ontstaan. Deze heuvels noemt men getuigenheuvels en zijn onder andere te vinden in het Hageland en het Pajottenland (Vlaams-Brabant), de Vlaamse Ardennen (Oost-Vlaanderen) en het Heuvelland (West-Vlaanderen).
Glauconiet is een mineraal. De verschillende elementen komen er in voor als oxiden ({\displaystyle {\ce {K2O}}}, {\displaystyle {\ce {Na2O}}}, {\displaystyle {\ce {MgO}}}, {\displaystyle {\ce {Al2O3}}}, {\displaystyle {\ce {FeO}}}, {\displaystyle {\ce {Fe2O3}}} en {\displaystyle {\ce {SiO2}}}). In ijzerzandsteen zijn verder ook nog zeer kleine hoeveelheden calcium, rubidium, titanium, strontium, barium, zink, mangaan en arseen aanwezig.
In heel wat kerkgebouwen in het oosten van de provincie Antwerpen, het noordoosten van de provincie Vlaams-Brabant en het noordwesten van de provincie Limburg is ijzerzandsteen toegepast. Ook in West- en Oost-Vlaanderen komt op bepaalde plaatsen glauconiethoudende zandsteen in de bodem voor, vaak in de vorm van vrij dunne zandsteenbanken. Omdat die zich soms maar op geringe diepte bevinden, kunnen bij het ploegen stukken steen aan de oppervlakte komen. Vandaar de naam "veldsteen" die ook wel aan deze steensoort wordt gegeven. Ook in deze provincies is bij de bouw van een aantal kerken dergelijke steen gebruikt.

## Afbeeldingen

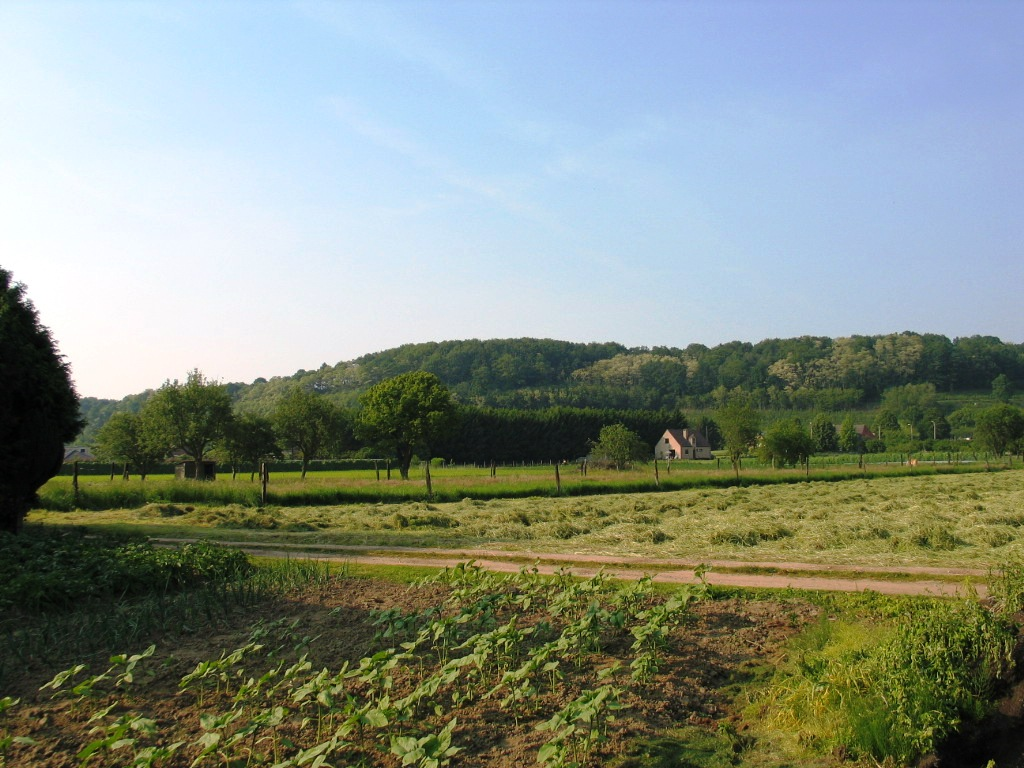
De Wijngaardberg in Vlaams-Brabant, hier lag ooit de Diestiaanzee
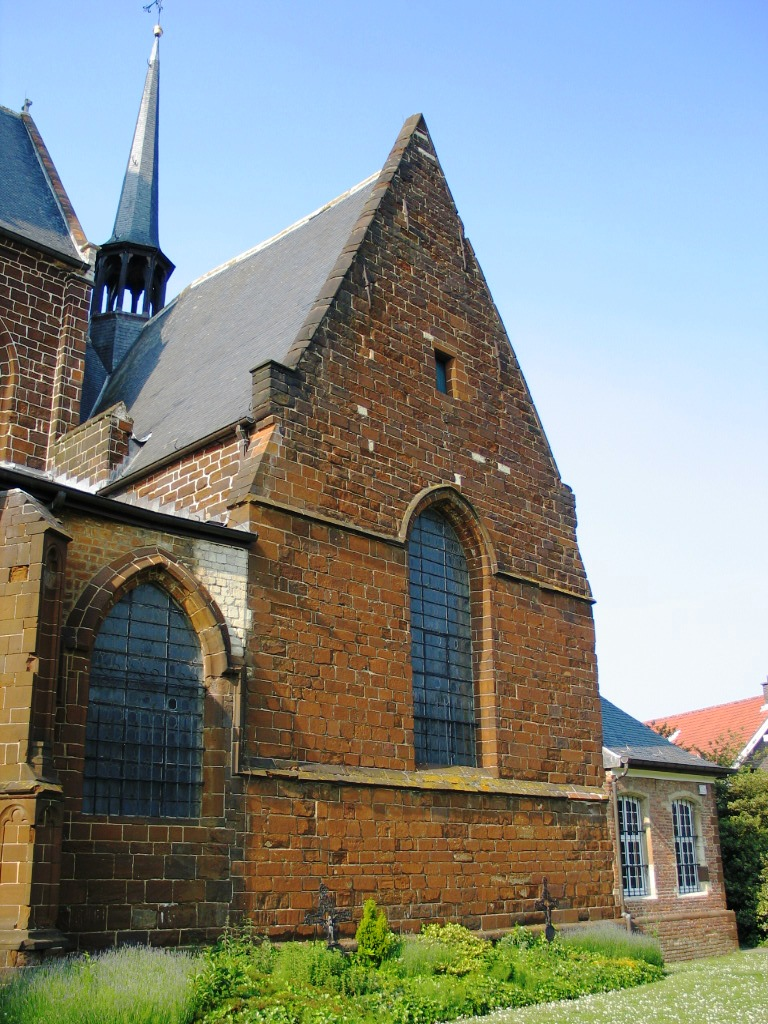
Sint-Martinuskerk (Wezemaal), opgetrokken uit ijzerzandsteen
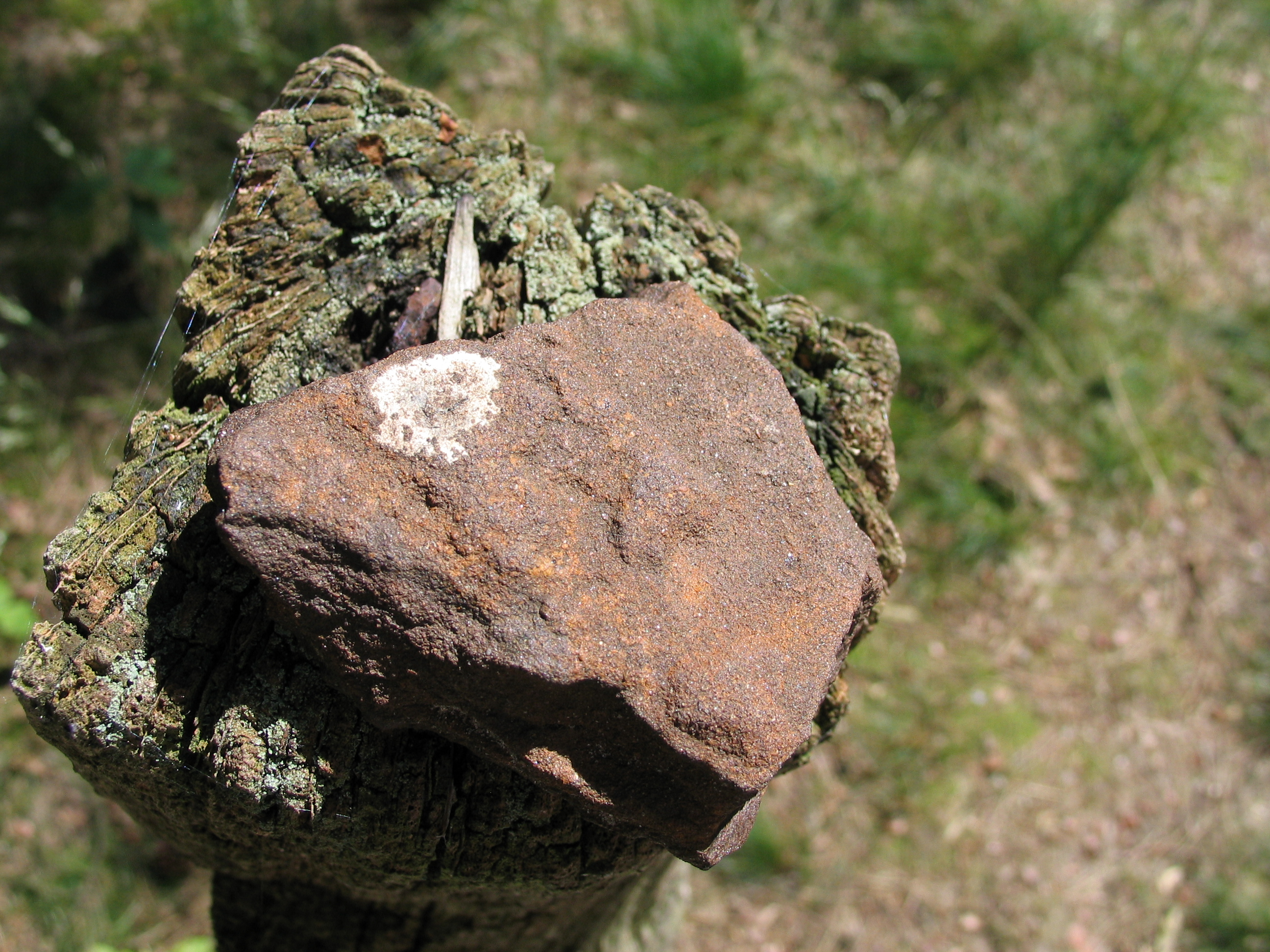
Een brokje ijzerzandsteen
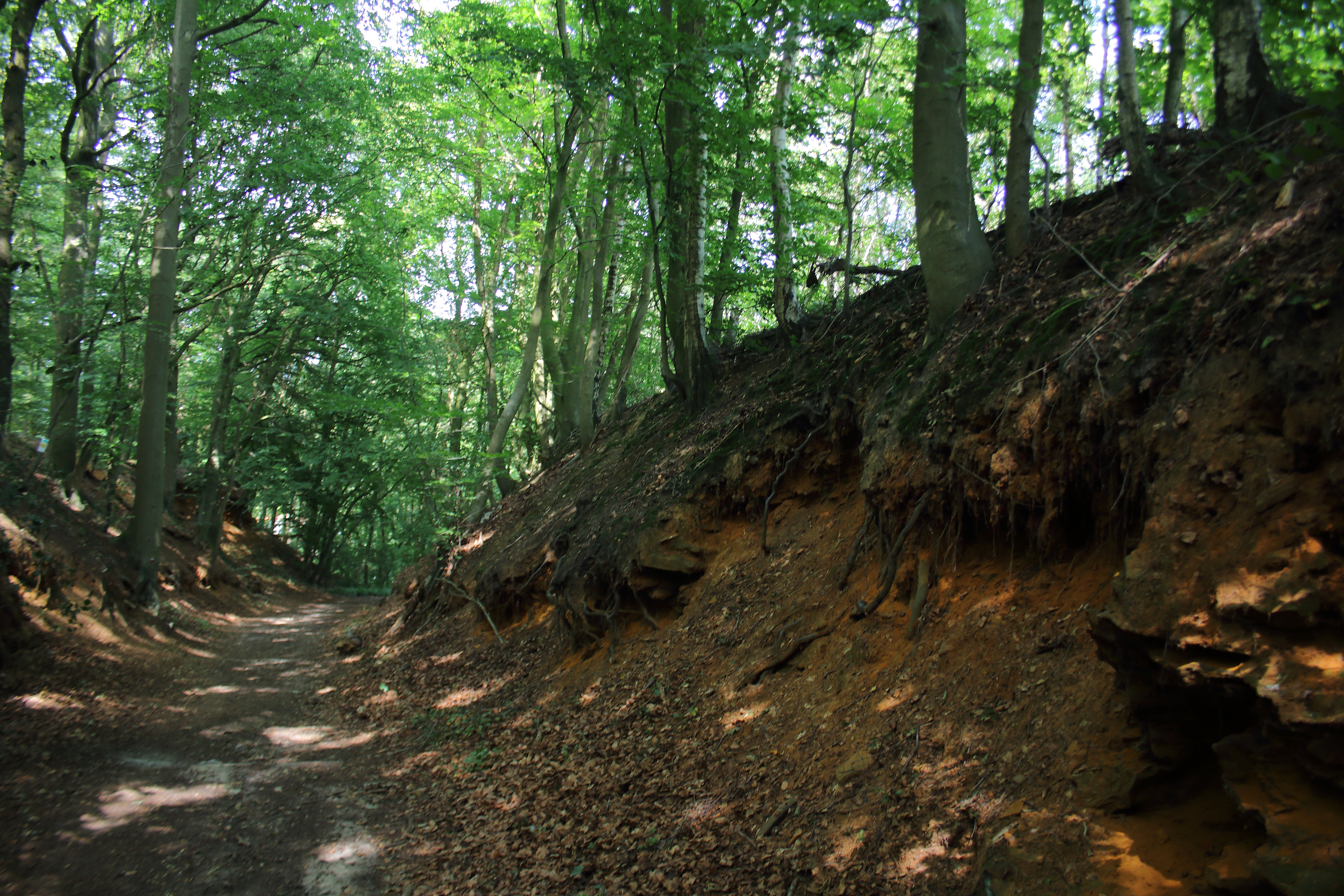
Pottelberg met dagzomende ijzerzandsteen